# Relaciones Emiratos Árabes Unidos-Israel
Las relaciones Emiratos Árabes Unidos-Israel son las relaciones internacionales entre el Estado de los Emiratos Árabes Unidos y el Estado de Israel, ambas naciones soberanas de Oriente Medio. Fueron establecidas oficialmente el 13 de agosto de 2020, con la celebración del acuerdo de paz israelí-emiratí, también conocido como «Acuerdo de Abraham», que contó con la mediación internacional del presidente de los Estados Unidos, Donald Trump.

## Historia
En 2010, la diplomacia de ambos países se vio involucrada luego del asesinato de Mahmoud al-Mabhouh en Dubái. 
En 2015, Israel abrió una primera misión diplomática de la Agencia Internacional de las Energías Renovables en Abu Dhabi, uno de los siete emiratos que conforman la federación.
El Acuerdo de paz entre Israel y Emiratos Árabes Unidos contempla, entre otras cosas, el cese de las intenciones del gobierno israelí de anexionar el valle del Jordán a su territorio, ubicado en la actual Cisjordania.
A su vez, los Emiratos Árabes Unidos reconocieron oficialmente como Estado soberano a Israel, permitiendo a los ciudadanos con pasaporte israelí ingresar «en tránsito» a territorio emiratí, aunque aún no se permite su admisión. No existen vuelos comerciales ni de cargo directos entre estos dos países. Asimismo, todos los miembros de tripulación de un medio de transporte que tengan que ingresar a los Emiratos Árabes Unidos, deben asegurarse de no contar con ninguna estampa israelí en sus pasaportes. Este requisito es fácil de cumplir ya que en los aeropuertos de Israel no se sellan los pasaportes en la entrada y salida del país.
El acuerdo, fue anunciado en una conferencia de prensa internacional otorgada por Donald Trump en la Casa Blanca. De este modo, los Emiratos se convirtieron en el tercer país miembro de la Liga Árabe en firmar la paz con Israel, luego de Egipto (1979) y Jordania (1994). A nivel regional, ambos países han manifestado públicamente sus discrepancias con el programa nuclear de Irán.

## Relaciones culturales y científicas
En septiembre de 2019, las autoridades de Abu Dabi anunciaron que abrirían una sinagoga como parte del Complejo Interreligioso para 2022.
El 13 de septiembre de 2020, la Universidad Mohammed Bin Zayed de Inteligencia Artificial en los Emiratos Árabes Unidos y el Instituto Weizmann de Ciencias en Israel firmaron un memorando de entendimiento para la cooperación en el campo de la investigación de la inteligencia artificial.
En enero de 2021, el Departamento de Cultura y Turismo de Abu Dabi anunció la organización del primer evento virtual que reunirá a cineastas emiratíes e israelíes en la plataforma del programa anual "Qattara Cinema", en el marco de un acuerdo entre Comité de Cine de Abu Dabi, el Fondo de Cine de Israel y la Escuela Sam Spiegel de Jerusalén, donde se proyectarán ocho cortometrajes de ambos países.